# Верхаген, Пьер-Теодор
Пьер-Теодор Верхаген (21 августа 1796, Брюссель — 8 декабря 1862, Брюссель) был бельгийским юристом, политиком и основателем Брюссельского свободного университета. Он получил степень магистра в области права в École de Droit в Брюсселе. Он был одним из самых активных членов масонской ложи «Les Amis Philanthropes № 1». С 1854 по 1862 год занимал должность великого мастера Великого востока Бельгии.

## Биография
Родным для Верхагена был фламандский диалект Брабанта, его культурным языком являлся французский, в то время языком верхов в Брюсселе. Он был мэром Ватермаль-Буафора с 1825 по 1836 годы.
Он был президентом палаты депутатов с 28 июня 1848 по 28 сентября 1852 и с 17 декабря 1857 до июня 1859 года[1].
Он был членом брюссельской ложи «l’Espérance», основанной в 1805 году. Членом ложи был принц, а затем король — Виллем II, как председательствующий мастер. Впоследствии, когда против Виллема II был организован нечестивый союз Виллемом I, Верхаген отказался в нём участвовать.
Как бывший великий мастер Великого востока Бельгии Верхаген держал преимущества масонства и критиковал римско-католическую церковь. Однако у него была собственная церковь. Он также построил первую церковь в Ватермаль-Буафор (1827—1833). Он выступил против традиции, когда похороны считались исключительно прерогативой церкви. Его похороны были буржуазно-либерально-масонским событием, что католиками было воспринято как скандал. Для Верхагена это было очень важно, этими похоронами он вводил нормы светского социального поведения.
Ежегодно в Брюсселе Брюссельский свободный университет (БСУ), 20 ноября, празднуется дата основания БСУ, проводится парад с проходом через Брюссель.

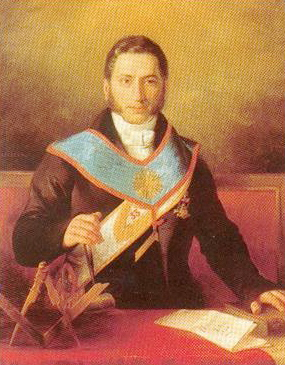
Пьер-Теодор Верхаген с лентой 33 градуса ДПШУ
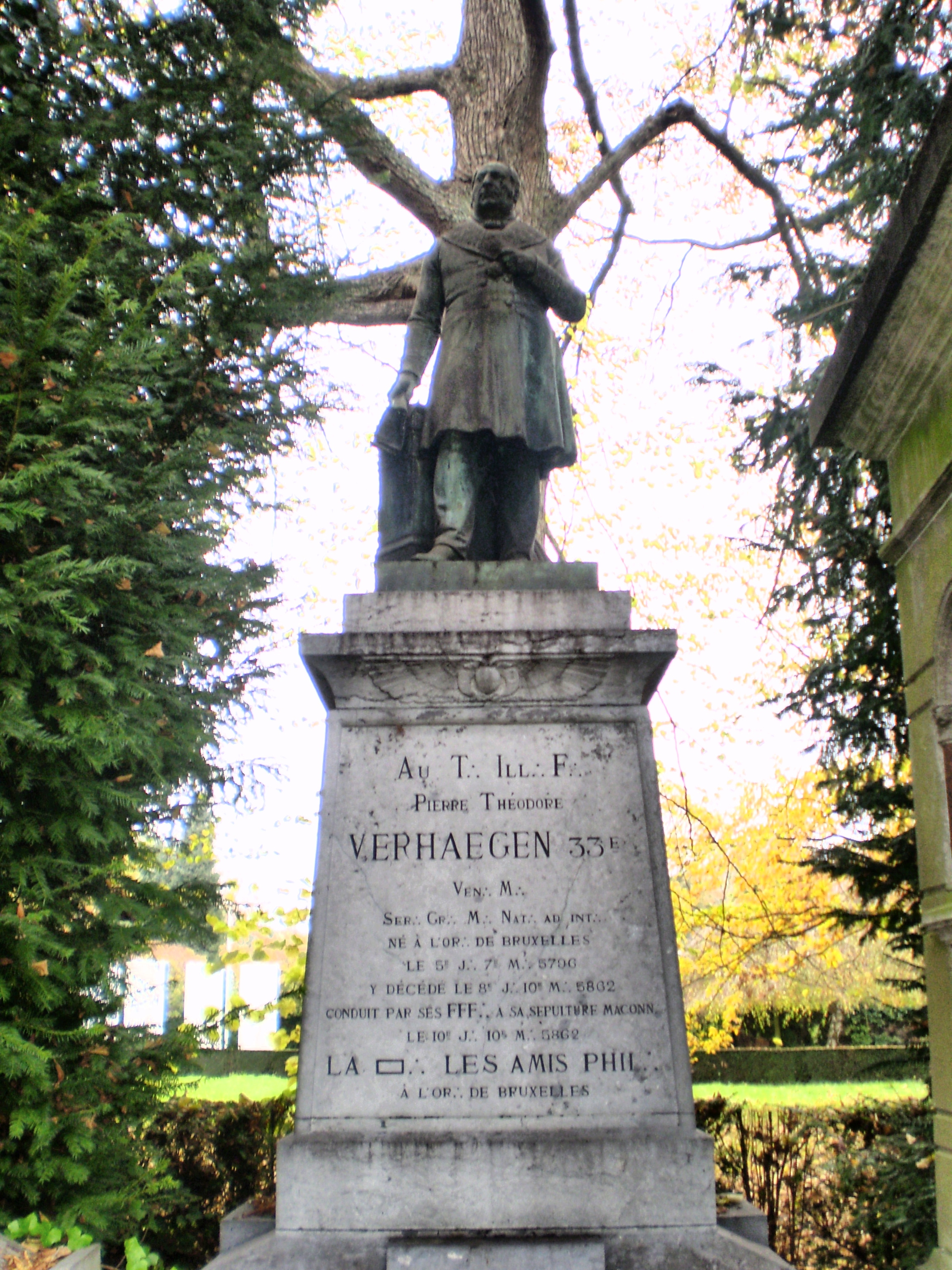
Памятник досточтимому мастеру ложи «Les Amis Philanthropes» Пьеру-Теодору Верхагену
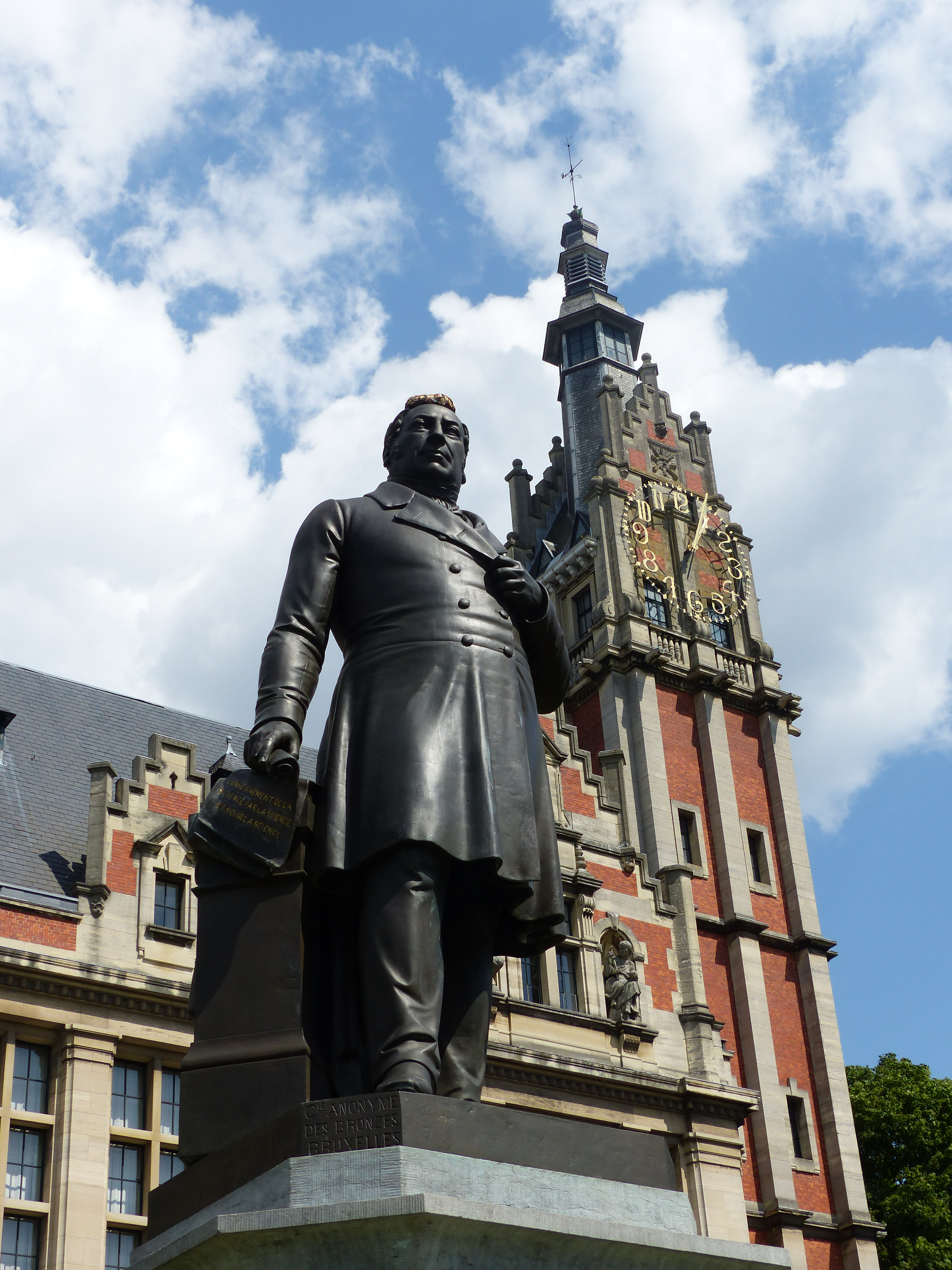